# Provincia de Tapacarí
Tapacarí es una provincia de Bolivia ubicada en el sudoeste del departamento de Cochabamba. 
Limita al norte con la provincia Ayopaya, al este con Quillacollo, al sur con Arque y al oeste con los departamentos de La Paz y Oruro.
La provincia tiene una población de 24 625 habitantes (según el último Censo INE 2012) y está situada a una altitud promedio de 3500 metros sobre el nivel del mar.
Para llegar a esta provincia se toma la Ruta 4 que une las ciudades de La Paz - Cochabamba o Oruro - Cochabamba, la provincia está ubicada casi en medio trayecto hacia estas dos ciudades. La capital provincial es Tapacarí, para llegar a ella se debe realizar un desvío de la ruta principal.
La provincia Tapacarí fue una de las 5 provincias con las que nació el departamento de Cochabamba al iniciarse la vida republicana del país, dictado en la Ley n.º 39 el 23 de enero de 1826 durante el gobierno del mariscal Antonio José de Sucre.
El clima es frío con una media de 9 °C.

## Subdivisión
La provincia está compuesta por solo un municipio, que lleva el mismo nombre que la provincia. El municipio de Tapacarí se subdividía a su vez en cantones hasta el 2009.
| Cantón          | Capital        |
| --------------- | -------------- |
| Cantón Challa   | Challa         |
| Cantón Ramadas  | Ramadas        |
| Cantón Leque    | Leque          |
| Cantón Tapacarí | Villa Tapacarí |

## Economía
La principal fuente de economía es la agricultura, los principales cultivos son: papa, trigo, oca, cebada, avena, maíz, cebolla y otros tubérculos.
La mayoría de las personas que viven en Tapacarí son aldeanos o campesinos quechuas y aymaras indígenas, como se los conoce en español. Las principales actividades económicas de las familias son la agricultura y la ganadería, siendo el trigo, la cebada, la papa, el maíz y otros alimentos básicos los principales cultivos comerciales y las ovejas, las cabras, los cerdos y los conejillos de indias son los animales más populares. La comida se usa principalmente para el consumo doméstico, mientras que el exceso se vende tradicionalmente en los mercados locales. Mientras los hombres trabajan en la agricultura y llevan el exceso a mercados más grandes en Quillacollo y Cochabamba, las mujeres del valle de Tapacarí son conocidas como excelentes tejedoras. El pelaje de las ovejas se elimina y se tiñe con flores tradicionales que crecen en la naturaleza. y luego hilado por las mujeres. Finalmente, de la misma manera que los incas lo usaron hace siglos, luego se extiende al telar para hacer productos hermosos. Aunque algunos de los tejidos se exportan, la mayoría se vende en la ciudad en mercados céntricos.
Aramasi, que es el sitio de un centro de tejido financiado a través de PRODEVAT, además de un molino que fue financiado en parte por USAID, se encuentra en el Cantón Ramadas. El Centro Médico Mary Mahoney, que es financiado por la Asociación Amistad, también trabaja en Aramasi. Finalmente, Aramasi también celebra una feria anual de tejido y música que fue iniciada por un voluntario del Cuerpo de Paz de los Estados Unidos.

## Geografía
La elevación aproximada de la provincia es de 3.000 metros sobre el nivel del mar (9.800 pies). El terreno es muy duro y algunas de las montañas más altas de la provincia se enumeran a continuación:
- Atuq Wachana
- Chachakumani
- Chullunkhäni
- Chutani
- Itapallu
- Jach'a Ch'utu
- Jach'a Qala
- Jalsuri
- Janq'u Pukara
- Janq'u Qalani
- Kuntur Chukuña
- Kuntur Ikiña
- Llallawa
- Llust'a Q'asa
- Lluxita
- Ñuñu Qullu
- Pichaqani
- Pukara
- Pukara Urqu
- P'iq'iñ Q'ara Punta
- Qalan Qutaña
- Qillqata
- Qutaña
- Q'ara Uyu
- Q'ara Willk'i (Cochabamba)
- Siwinqani
- Suntur Uta
- Tara Qullu
- Turu Qullu
- T'ulani
- T'utura
- Utani Uma
- Warawarani
- Warawarani (near Yuraq Qaqa)
- Waylla Tampu
- Waylluma
- Wichhu Qullu
- Wila Apachita
- Wila Churu
- Wila Jaqhi
- Wisk'achani
- Yana Apachita
- Yaritani
- Yuraq Qaqa

## Demografía
De acuerdo con el censo boliviano de 2024, la población de la provincia de Tapacarí es de 24 534 habitantes.

### Población por edad
El censo de 2012, demostró la composición de la población por edad del municipio de la siguiente manera:
| Hombres | Edad   | Mujeres |
| ------- | ------ | ------- |
| 15      | 95-100 | 13      |
| 13      | 90-94  | 28      |
| 50      | 85-89  | 66      |
| 158     | 80-84  | 188     |
| 145     | 75-79  | 182     |
| 266     | 70-74  | 309     |
| 303     | 65-69  | 378     |
| 415     | 60-64  | 439     |
| 469     | 55-59  | 472     |
| 531     | 50-54  | 544     |
| 547     | 45-49  | 548     |
| 588     | 40-44  | 585     |
| 645     | 35-39  | 596     |
| 727     | 30-34  | 659     |
| 750     | 25-29  | 712     |
| 1053    | 20-24  | 852     |
| 1517    | 15-19  | 1413    |
| 1493    | 10-14  | 1395    |
| 1348    | 5-9    | 1307    |
| 1473    | 0-4    | 1433    |

1. De 0 a 4 años; nacidos (as) entre los años 2008 y 2012
2. De 5 a 9 años; nacidos (as) entre los años 2003 y 2007
3. De 10 a 14 años; nacidos (as) entre los años 1998 y 2002
4. De 15 a 19 años; nacidos (as) entre los años 1993 y 1997
5. De 20 a 24 años; nacidos (as) entre los años 1988 y 1992
6. De 25 a 29 años; nacidos (as) entre los años 1983 y 1987
7. De 30 a 34 años; nacidos (as) entre los años 1978 y 1982
8. De 35 a 39 años; nacidos (as) entre los años 1973 y 1977
9. De 40 a 44 años; nacidos (as) entre los años 1968 y 1972
10. De 45 a 49 años; nacidos (as) entre los años 1963 y 1967
11. De 50 a 54 años; nacidos (as) entre los años 1958 y 1962
12. De 55 a 59 años; nacidos (as) entre los años 1953 y 1957
13. De 60 a 64 años; nacidos (as) entre los años 1948 y 1952
14. De 65 a 69 años; nacidos (as) entre los años 1943 y 1947
15. De 70 a 74 años; nacidos (as) entre los años 1938 y 1942
16. De 75 a 79 años; nacidos (as) entre los años 1933 y 1937
17. De 80 a 84 años; nacidos (as) entre los años 1928 y 1932
18. De 85 a 89 años; nacidos (as) entre los años 1923 y 1927
19. De 90 a 94 años; nacidos (as) entre los años 1918 y 1922
20. De 95 años y más; nacidos (as) a partir de 1917 para abajo)

## Desarrollo humano
Tapacarí en una de las provincias más pobres del departamento de Cochabamba, ya que el 54.5% de la población vive en la indigencia; el 38.8% en la marginalidad; el 6.1% en la pobreza moderada; un 0.5% en el umbral de pobreza y solo un 0.1% tiene acceso a servicios básicos.[cita requerida]

## Turismo
La provincia de Tapacarí tiene atractivos como las aguas termales, zonas arqueológicas, pinturas rupestres, zonas paleontológicas, entre otros.

## Festividades

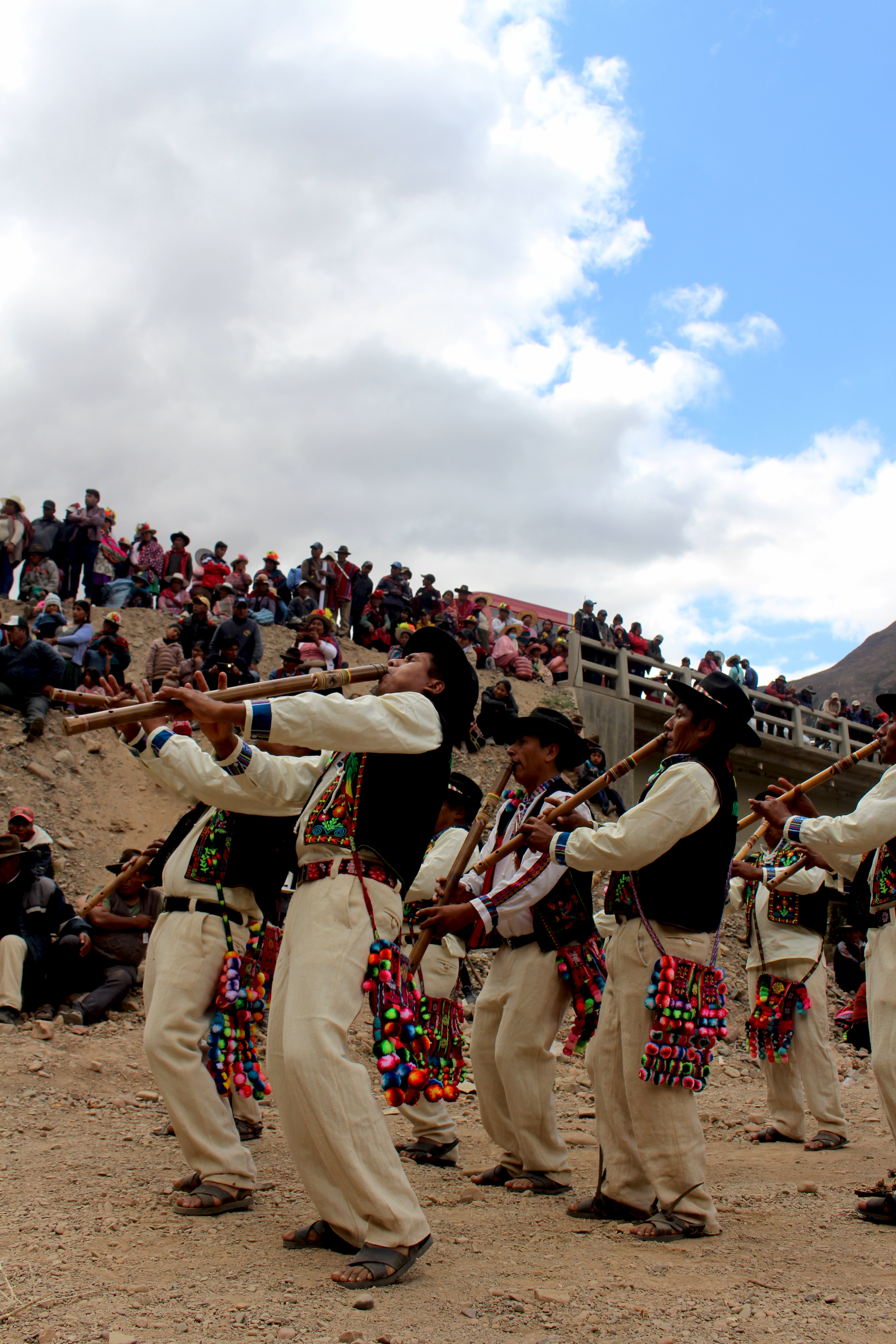
Músicos en la población de Leque

### Provinciales
- 23 de enero: Aniversario de Tapacarí.
- 25 de agosto: Fiesta de San Agustín.
- Septiembre: Virgen de dolores.

### Nacionales
- 6 de agosto: Aniversario de Bolivia.
- 22 de enero: Día del Estado Plurinacional de Bolivia